# مايكل اوكيف
مايكل اوكيف (بالإنجليزية: Michael O'Keefe)‏ (و. 1955  م) هو ممثل تلفزي، وممثل أفلام، ولاعب كرة قدم أمريكي، ولد في مونت فيرنون، نيويورك.

## التعليم
تعلم في الأكاديمية الأميركية للفنون المسرحية (حتى 1974)، وتعلم في كلية بينينغتون ‏، وتعلم في جامعة نيويورك
.

## جوائز وترشيحات
حصل على جوائز منها:

جائزة المسرح العالمي (1982)
ترشح لـ:
جائزة الأوسكار لأفضل ممثل مساعد، عن عمل: The Great Santini ‏ (1980).

## وصلات خارجية
- مايكل اوكيف على موقع IMDb (الإنجليزية)
- مايكل اوكيف على موقع قاعدة بيانات الأفلام العربية
- مايكل اوكيف على موقع ألو سيني (الفرنسية)
- مايكل اوكيف على موقع ميوزك برينز (الإنجليزية)
- مايكل اوكيف على موقع أول موفي (الإنجليزية)
- مايكل اوكيف على موقع قاعدة بيانات برودواي على الإنترنت (الإنجليزية)
- مايكل اوكيف على موقع قاعدة بيانات الأفلام السويدية (السويدية)
- مايكل اوكيف على موقع إن إن دي بي (الإنجليزية)
- مايكل اوكيف على موقع قاعدة بيانات الفيلم (الإنجليزية)
- مايكل اوكيف على موقع كينوبويسك (الروسية)